# یاتسنیک
یاتسنیک (به آلمانی: Jatznick) یک شهر در آلمان است که در فرپومرن-گرایفسوالد واقع شده‌است. یاتسنیک ۲٬۲۷۸ نفر جمعیت دارد.